# Son Volt
Son Volt är en amerikansk alternativ countrygrupp, bildad av Jay Farrar 1994, efter att hans tidigare band Uncle Tupelo splittrats.

## Historik
Efter att det inflytelserika alt-countrybandet Uncle Tupelo splittrats 1993, och Jeff Tweedy tillsammans med merparten av de dåvarande medlemmarna bildat bandet Wilco, värvade Farrar Uncle Tupelos originaltrummis Mike Heidorn samt bröderna basgitarristen Jim och gitarristen Dave Boquist till sitt nya projekt Son Volt. Av de två Uncle Tupelo-avknoppningarna var Son Volt den mest traditionalistiska.
Bandet fick skivkontrakt med Warner Bros. Records och gav ut det kritikerrosade debutalbumet Trace i september 1995. Även uppföljaren Straightaways (1997) fick bra kritik, nu hade också Eric Heywood (mandolin och pedal steel guitar) värvats till gruppen. 1998 släpptes gruppens tredje album, Wide Swing Tremolo, något mer rockinfluerat än sina föregångare.
Därefter dröjde det innan något nytt hördes från bandet, även om rykten om en upplösning tillbakavisades. Farrar släppte 2001 soloalbumet Sebastopol och fortsatte därefter under några år med sin solokarriär. 2005 återvände han dock till Son Volt som gav ut albumet Okemah and the Melody of Riot, nu på Transmit Sound/Legacy. Bandet hade en ny uppsättning som utöver Farrar bestod av Dave Bryson (trummor), Andrew Duplantis (basgitarr) och Brad Rice (gitarr). 
2007 släppte bandet sitt femte studioalbum, The Search. Uppsättningen hade nu utökats med keyboardisten Derry Deborja, som tidigare bland annat medverkat på Farrars soloalbum Stone, Steel & Bright Lights (2004). Efter inspelningarna av albumet hade också Rice valt att lämna bandet och ersatts av Chris Masterson på gitarr. Nästa album, American Central Dust, gavs ut 2009.

## Medlemmar

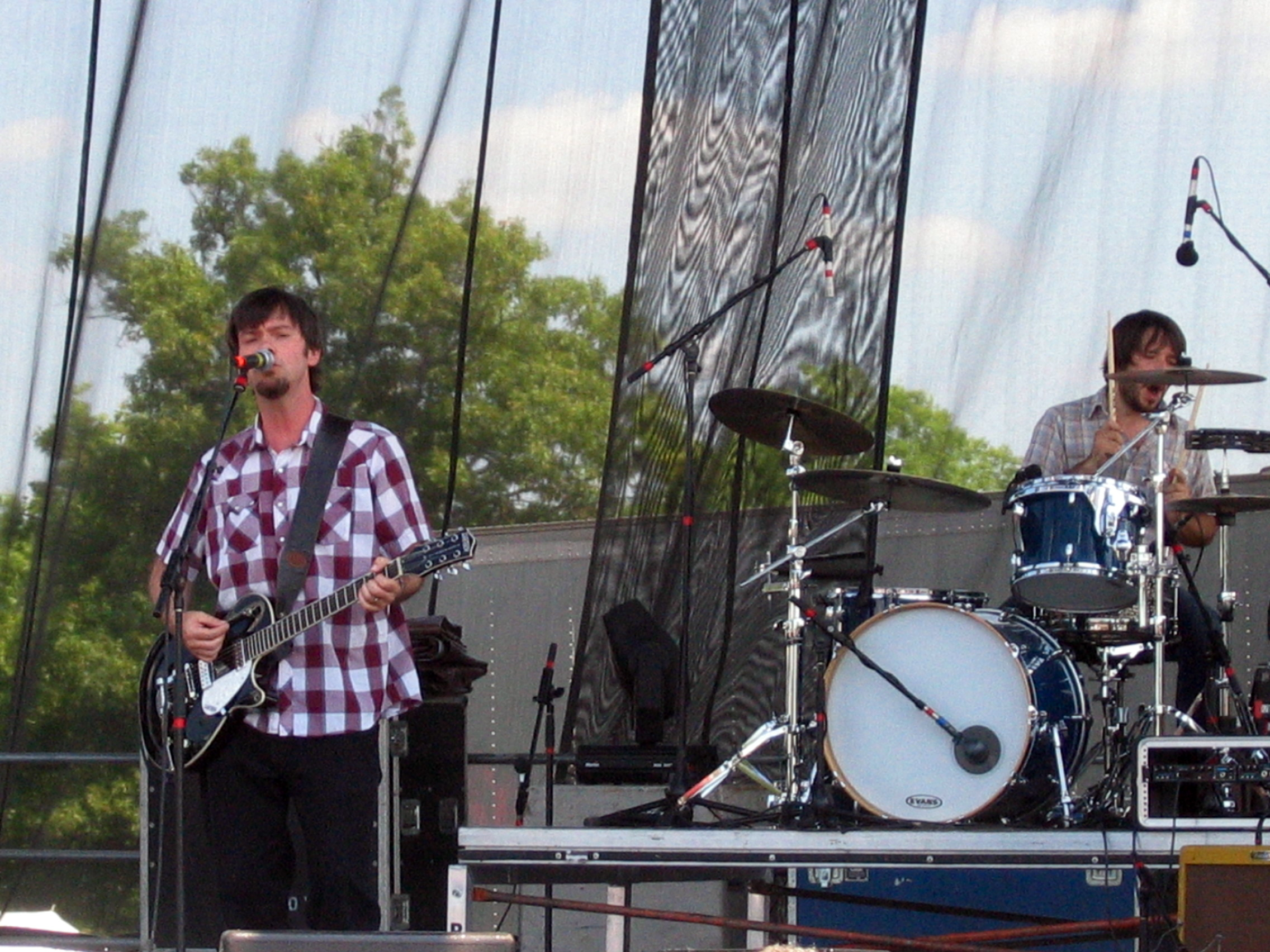
Son Volt uppträder vid The Wakarusa Music Festival i Lawrence, Kansas, 2005.

### Nuvarande medlemmar
- Jay Farrar – gitarr, munspel, sång
- Andrew Duplantis – basgitarr, sång
- Mark Spencer – keyboard, steel guitar
- Mark Patterson – trummor
- Chris Frame – gitarr

### Tidigare medlemmar
- Dave Boquist – banjo, fiol, gitarr, lap steel guitar
- Jim Boquist – basgitarr
- Derry Deborja – keyboard
- Mike Heidorn – trummor
- Eric Heywood – mandolin, pedal steel guitar
- Chris Masterson – gitarr
- Brad Rice – gitarr
- Dave Bryson – trummor
- James Walbourne – gitarr

## Diskografi
Studioalbum
- 1995 – Trace
- 1997 – Straightaways
- 1998 – Wide Swing Tremolo
- 2005 – Okemah and the Melody of Riot
- 2007 – The Search
- 2009 – American Central Dust
- 2013 – Honky Tonk
- 2017 – Notes of Blue
- 2019 – Union

Samlingsalbum
- 2005 – A Retrospective: 1995-2000

EPs
- 2005 – A Retrospective 1995-2000 (EP)
- 2005 – Afterglow 61 EP